# Rosa candida
Rosa candida est le troisième roman de l'écrivaine islandaise Audur Ava Ólafsdóttir, publié en version originale en 2007 et pour la traduction française en 2010. C'est un roman d'initiation qui, au travers du voyage d'un jeune islandais, traite de sujets tels que la mort, l'abandon ou la paternité, sur un ton lumineux et contemplatif.

## Résumé
Après le décès de sa mère dans un accident de voiture, Arnljótur quitte son Islande natale. 
Il est passionné d'horticulture, depuis qu'il y a été initié par sa mère. 
Elle a réussi à cultiver dans sa serre l'espèce rare Rosa Candida, une rose à huit pétales et sans épines qui donne son nom au roman.
Pour planter cette espèce dans la roseraie mythique à l'abandon d'un monastère, ce jeune de 22 ans laisse derrière lui son père en deuil, son frère jumeau autiste ainsi que sa fille de six mois, Flóra Sól, conçue avec Anna dans la serre familiale. 
Le roman suit le voyage du héros, puis son travail pour redonner vie à la roseraie au sein du monastère situé dans un pays européen jamais nommé. 
Durant son séjour il se lie avec un moine féru de films et de liqueurs, qui va faire son éducation en lui montrant des films abordant les thèmes sur lesquels il s'interroge (de la mort ou l'amour à la cuisine). 
Rejoint par Anna et Flóra Sól il se retrouve face à ses responsabilités et confronté à ses nouveaux rôles d'adulte et de père,,,.

## Réception critique
Rosa candida a été publié dans plusieurs pays : en Espagne, en Allemagne, aux Pays-Bas, aux États-Unis, en Italie, en Islande, en République Tchèque, à Taïwan, en Norvège, en Roumanie , en Croatie, en Slovaquie, en Bulgarie, au Portugal, en Suède et au Brésil.
Le roman a eu en France un bon accueil par la critique,,.

## Prix et distinctions
- 2010 : Prix Page des libraires, catégorie auteurs européens
- 2011 : Prix des libraires du Québec, catégorie hors-Québec